# Charlestown (Boston)

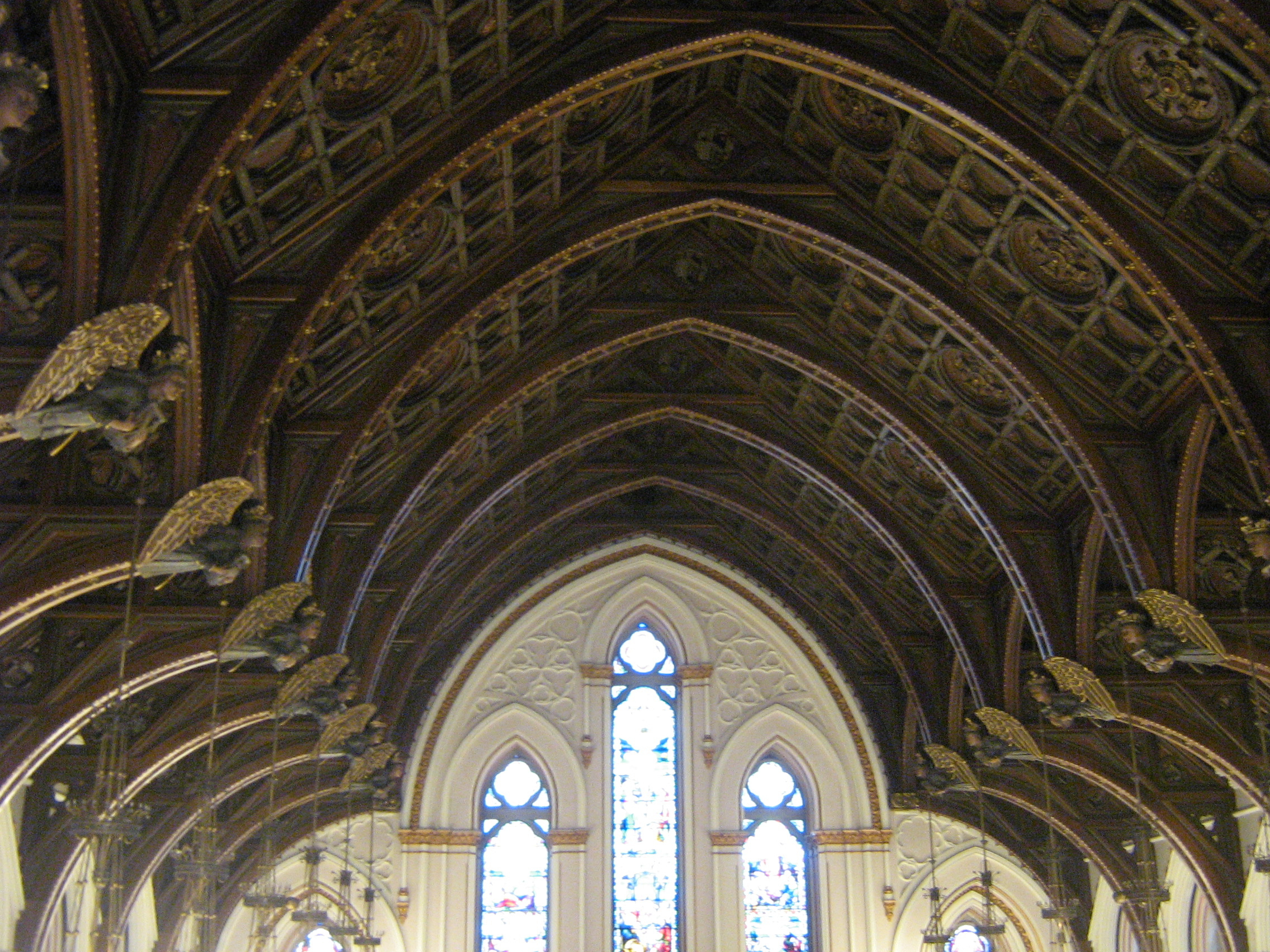
Wnętrze Kościoła Świętej Marii.

Charlestown – dzielnica miasta Bostonu, w Stanach Zjednoczonych.
Miasto zostało założone w roku 1628. Początkowo było osobnym miastem, stolicą kolonii Massachusetts Bay. W roku 1874 zostało przyłączone do Bostonu.
Charlestown jest położone na północny wschód od centrum Bostonu, na półwyspie pomiędzy rzekami Charles i Mystic.
Jako część Bostonu wyróżnia się dużą populacją emigrantów z Irlandii.
W Charlestown urodził się wynalazca Samuel F. B. Morse oraz zmarł John Harvard, fundator Uniwersytetu Harvarda.